# Michelle Borkhuis
Michelle Borkhuis (20 de diciembre de 1972) es una deportista estadounidense que compitió en remo. Ganó cuatro medallas en el Campeonato Mundial de Remo entre los años 1997 y 2002.

## Palmarés internacional
| Campeonato Mundial | Campeonato Mundial     | Campeonato Mundial | Campeonato Mundial     |
| Año                | Lugar                  | Medalla            | Prueba                 |
| ------------------ | ---------------------- | ------------------ | ---------------------- |
| 1997               | Aiguebelette (Francia) | Medalla de plata   | Dos sin timonel ligero |
| 1998               | Colonia (Alemania)     | Medalla de bronce  | Dos sin timonel ligero |
| 2001               | Lucerna (Suiza)        | Medalla de plata   | Dos sin timonel ligero |
| 2002               | Sevilla (España)       | Medalla de bronce  | Cuatro scull ligero    |